# NGC 4893
NGC 4893 је спирална галаксија у сазвежђу Ловачки пси која се налази на NGC листи објеката дубоког неба.
Деклинација објекта је + 37° 11' 38" а ректасцензија 12h 59m 59,6s. Привидна величина (магнитуда) објекта NGC 4893 износи 14,5 а фотографска магнитуда 15,4. NGC 4893 је још познат и под ознакама IC 4015, UGC 8111, MCG 6-29-8, CGCG 189-10, VV 222, NPM1G +37.0379, PGC 44690.